# Torre de guaita de Xeraco
La Torre de Guaita de Xeraco és al camí de les Comes, al terme municipal de Xeraco, a la Safor, País Valencià, i data de mitjan segle xvi. Té una planta circular de 3 m i 12 m d'alçada. Va ser redreçada en la dècada del 1980. L'indret on s'alça la Torre és a la faixa costanera que separa la marjal de la costa marítima, justament al costat del riu Vaca, que travessa aquesta faixa fins a arribar a la Gola.
Ordenada construir probablement pel duc de Gandia ran dels atacs pirates que patí el regne de València durant el segle xvi, la torre de guaita de Xeraco tenia per missió defendre les propietats particulars d'aquest senyor de les incursions dels pirates i corsaris turcs, o d'altres procedències. Fins i tot ciutadans valencians expulsats per ser moriscos, que rondaven la mar pròxima.
La torre va ser armada d'un pedrero o canó segons manà que es proveís l'any 1563 l'arquitecte italià Giovanni Battista Antonelli en un informe, aquesta és la primera notícia que tenim de la seua existència. No formava part del sistema de defensa costanera del regne i el terme de Xeraco era controlat per la torre de la Vall, al nord, i la torre del Grau de Gandia, al sud. Tanmateix, el duc de Gandia, per reforçar-ne el control, hi mantenia una guarda de vigilància a despesa seua.
No apareix la torre de Guaita de Xeraco a les relacions de la costa de Català de Valeriola de l'any 1597 ni tampoc figura a les Ordinacions de la Guàrdia Costanera del 1673 atés que era propietat particular del duc de Gandia, que en tenia cura del manteniment.

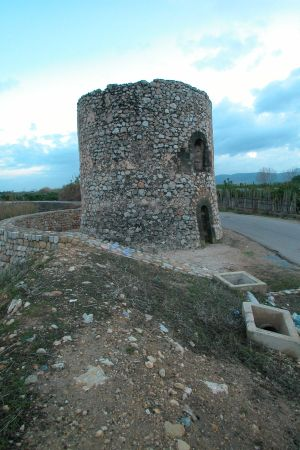
Torre de Guaita de Xeraco

Una visita de Juan de Acuña, feta l'any 1585, dona notícia de com era l'entorn natural on s'ubicava, esplèndid d'altra banda, allunyat de l'abandó amb què la podem contemplar avui:
“La torre del riu Xeraco, que és del duc de Gandia, és a tres quarts de llegua de la vila de Gandia, és redona i està edificada vora el pont del riu de Xeraco, i com un tret de mosquet de la mar. El duc té en ella una guarda i a vora d'ella un bosquet de caça, que va per la vora de la mar i el talla un camí molt ample d'unes marjals molt grans. Des d'aquesta torre a la de la Vall d'Alfàndech hi ha una llegua, tota de marina descoberta.”
Acabada la seua missió, l'antic bosquet de caça desaparegué el passat segle, talat per a establir-hi cultius d'hortalissa, ara tarongers, les marjals assecades i aterrades i la torre, en runes, abandonada per tots. Un intent de reconstrucció es produí miraculosament en l'adveniment de la democràcia local, l'any 1979. Els posteriors governs, però, l'han abandonada sistemàticament, malgrat el seu gran valor paisatgístic, a una degradació cada vegada més greu, fins al punt que ran d'ella s'hi troba una construcció indigna, ideada per algun càrrec inculte que desdiu en molt l'esvelta silueta de la torre de Guaita. La seua dissort l'ha desterrada d'actuacions d'altres ajuntaments en torres semblants, com el de Piles. Les crítiques contínues del xeraquers, però no han servit per convèncer els governants i tampoc han estimulat una restauració fidel que restituïsca el seu cànon arquitectònic i la dote d'un entorn vegetal amable i adequat, similar al “bosquet de caça” que explicava Acuña.